# Helicophagus
Helicophagus ist eine Gattung aus der Familie der Haiwelse. Sie umfasst drei Arten: Helicophagus leptorhynchus, Helicophagus typus und Helicophagus waandersii. Diese kommen in Thailand, Indochina und Indonesien vor und ernähren sich in erster Linie von Weichtieren, worauf auch der Gattungsname anspielt.

## Merkmale und Systematik
Die Gattung Helicophagus unterscheidet sich von den anderen Gattungen der Haiwelse durch einen länglichen Kopf mit relativ engem Maul und einer Gaumenbezahnung, die aus zwei runden oder ovalen Feldern am Gaumenbein besteht. Die Barteln am Unterkiefer sind lang. Die Rückenflosse weist einen stachelartigen Hartstrahl und sieben Weichstrahlen auf. Die Fettflosse ist sehr klein. Die verlängerte Afterflosse weist etwa dreißig Weichstrahlen auf. Die Schwanzflosse ist gegabelt. Das Maul ist unterständig.